# Klára Rajnai
Klára Rajnai (* 21. November 1953 in Budapest) ist eine ehemalige ungarische Kanutin.

## Karriere
Klára Rajnai, die für Ferencváros Budapest antrat, gewann 1975 in Belgrad bei den Weltmeisterschaften ihre erste internationale Medaille, als sie im Einer-Kajak über 500 Meter den dritten Platz belegte. 1979 gelang ihr in Duisburg im Vierer-Kajak über dieselbe Distanz ein weiterer Gewinn der Bronzemedaille.
Dazwischen trat Rajnai bei den Olympischen Spielen 1976 in Montreal in zwei Wettkämpfen an. Sie qualifizierte sich im Einer-Kajak auf der 500-Meter-Strecke in 2:14,90 Minuten als Dritte im Vorlauf für die Halbfinalläufe, die sie mit 2:09,39 Minuten auf dem zweiten Platz des zweiten Vorlaufs beendete. Im Endlauf überquerte sie nach 2:05,01 Minuten hinter Carola Zirzow aus der DDR und Tatjana Korschunowa aus der Sowjetunion als Dritte die Ziellinie, womit sie die Bronzemedaille gewann. Mit Anna Pfeffer ging Rajnai außerdem im Zweier-Kajak an den Start. Nach einem zweiten Platz in den Vorläufen und einem ersten Platz in den Halbfinalläufen zogen sie ins Finale ein. Dieses schlossen sie in 1:51,69 Minuten mit einem Rückstand von 0,5 Sekunden hinter Nina Gopowa und Galina Kreft aus der Sowjetunion auf dem zweiten Platz ab, womit sie sich die Silbermedaille sicherten. Dabei setzten sie sich nur mit einem knappen Vorsprung von zwölf Hundertstel Sekunden gegen die drittplatzierten DDR-Kanutinnen Bärbel Köster und Carola Zirzow durch.